# タピッツフライ
タピッツフライ（英：Tapitsfly）は、アメリカ合衆国生産の競走馬、繁殖牝馬。主な勝ち鞍は2012年のジャストアゲームステークス(GI)、ファーストレディステークス(GI)。

## 競走馬時代
2009年にデビューし、第2回ブリーダーズカップ・ジュヴェナイルフィリーズターフ(当時は国際グレードなし)に優勝。
3歳時（2010年）は故障のため全休し、2011年になってレースに復帰する。
2012年のジャストアゲームステークスで5歳にしてGI初制覇を果たし、ラストランとなったファーストレディステークスでGI2勝目を挙げた。通算成績は24戦7勝（重賞4勝）。ダートを主戦場とするタピットの産駒としては珍しく、芝のレースで高い適性を発揮した。

### 年度別競走成績
- 2009年（7戦3勝） - ブリーダーズカップ・ジュヴェナイルフィリーズターフ（芝8F）[3]
- 2011年（9戦1勝）[3]
- 2012年（8戦3勝）- ジャストアゲームステークス(GI、芝8F)、ファーストレディステークス(GI、芝8F)、ハニーフォックスステークス(GII、芝8F)[3]

## 繁殖牝馬時代
2012年11月5日に行われた「Fasig-Tipton November Sale」において、吉田勝己によって185万ドル（当時のレートで約1億5000万円）で落札され、日本のノーザンファームで繁殖入りした。
繁殖入り後は2年間不受胎が続いたが、2016年1月24日、初仔となる父ディープインパクトの牝馬（グランアレグリア）が誕生し、サンデーサラブレッドクラブから総額7000万円で募集された。2番仔となる父ディープインパクトの牡馬（ブルトガング）は、サンデーサラブレッドクラブより総額1億5000万円で募集、2019年6月21日デビューし新馬戦を圧勝したがその後腰椎狭窄による腰萎のため安楽死処分となった。
2018年3月2日に死亡。同年10月6日、グランアレグリアがサウジアラビアロイヤルカップを制し、産駒初のJRA重賞制覇となった。グランアレグリアはその後、2019年桜花賞、2020年安田記念・スプリンターズステークス・マイルチャンピオンシップ、2021年ヴィクトリアマイル・マイルチャンピオンシップと6つのGI競走を勝利し、2019年度のJRA賞最優秀3歳牝馬、2020年度のJRA賞最優秀短距離馬に選出されている。

## 血統表
| タピッツフライの血統       | タピッツフライの血統                                                   | タピッツフライの血統                                                   | （血統表の出典）                                                       | （血統表の出典）  |
| 父系                       | シアトルスルー系                                                       | シアトルスルー系                                                       | シアトルスルー系                                                       | [ § 2 ]           |
| 父 Tapit 2001 芦毛         | 父の父Pulpit 1994 鹿毛                                                 | A.P.Indy                                                               | Seattle Slew                                                           | Seattle Slew      |
| 父 Tapit 2001 芦毛         | 父の父Pulpit 1994 鹿毛                                                 | A.P.Indy                                                               | Weekend Surprise                                                       |                   |
| 父 Tapit 2001 芦毛         | 父の父Pulpit 1994 鹿毛                                                 | Preach                                                                 | Mr.Prospector                                                          | Mr.Prospector     |
| 父 Tapit 2001 芦毛         | 父の父Pulpit 1994 鹿毛                                                 | Preach                                                                 | Narrate                                                                |                   |
| 父 Tapit 2001 芦毛         | 父の母Tap Your Heels 1996 芦毛                                         | Unbridled                                                              | Fappiano                                                               | Fappiano          |
| 父 Tapit 2001 芦毛         | 父の母Tap Your Heels 1996 芦毛                                         | Unbridled                                                              | Gana Facil                                                             |                   |
| 父 Tapit 2001 芦毛         | 父の母Tap Your Heels 1996 芦毛                                         | Ruby Slippers                                                          | Nijinsky                                                               | Nijinsky          |
| 父 Tapit 2001 芦毛         | 父の母Tap Your Heels 1996 芦毛                                         | Ruby Slippers                                                          | Moon Glitter                                                           |                   |
| 母 Flying Marlin 1999 鹿毛 | 母の父Marlin 1993 鹿毛                                                 | Sword Dance                                                            | Nijinsky                                                               | Nijinsky          |
| 母 Flying Marlin 1999 鹿毛 | 母の父Marlin 1993 鹿毛                                                 | Sword Dance                                                            | Rosa Mundi                                                             |                   |
| 母 Flying Marlin 1999 鹿毛 | 母の父Marlin 1993 鹿毛                                                 | Syrian Summer                                                          | Damascus                                                               | Damascus          |
| 母 Flying Marlin 1999 鹿毛 | 母の父Marlin 1993 鹿毛                                                 | Syrian Summer                                                          | Special Warmth                                                         |                   |
| 母 Flying Marlin 1999 鹿毛 | 母の母Morning Dove 1993 鹿毛                                           | Fortunate Prospect                                                     | Northern Prospect                                                      | Northern Prospect |
| 母 Flying Marlin 1999 鹿毛 | 母の母Morning Dove 1993 鹿毛                                           | Fortunate Prospect                                                     | Fortunate Bid                                                          |                   |
| 母 Flying Marlin 1999 鹿毛 | 母の母Morning Dove 1993 鹿毛                                           | Pink Dove                                                              | Argument                                                               | Argument          |
| 母 Flying Marlin 1999 鹿毛 | 母の母Morning Dove 1993 鹿毛                                           | Pink Dove                                                              | Perfect Pigeon                                                         |                   |
| 母系(F-No.)                | 3号族(FN:3-o)                                                          | 3号族(FN:3-o)                                                          | 3号族(FN:3-o)                                                          | [ § 3 ]           |
| 5代内の近親交配            | Mr. Prospector4×5×5＝12.50%、Nijinsky4×4＝12.50%、Secretariat5×5=6.25% | Mr. Prospector4×5×5＝12.50%、Nijinsky4×4＝12.50%、Secretariat5×5=6.25% | Mr. Prospector4×5×5＝12.50%、Nijinsky4×4＝12.50%、Secretariat5×5=6.25% | [ § 4 ]           |
| 出典                       | 1. 2. 3. 4.                                                            | 1. 2. 3. 4.                                                            | 1. 2. 3. 4.                                                            | 1. 2. 3. 4.       |

- 近親にベッラレイア（フローラステークス）がいる[13]。